# Füstös csibealka
A füstös csibealka (Ptychoramphus aleuticus) a madarak osztályának a lilealakúak (Charadriiformes) rendjébe és az alkafélék (Alcidae) családjába tartozó Ptychoramphus nem egyetlen faja.

## Rendszerezése
A fajt John Cassin amerikai ornitológus írta le 1811-ben, az Uria nembe Uria Aleutica néven.

## Alfajai
- Ptychoramphus aleuticus aleuticus (Pallas, 1811)
- Ptychoramphus aleuticus australis van Rossem, 1939[2]

## Előfordulása
A Csendes-óceán északi részén, Kanada, az Amerikai Egyesült Államok nyugati részén és Mexikó területén honos.
Természetes élőhelyei a sziklás tengerpartok és szigetek, valamint a nyílt óceán. Állandó, nem vonuló faj.

## Megjelenése
Testhossza 23 centiméter, testtömege 150-200 gramm.

## Természetvédelmi helyzete
Az elterjedési területe rendkívül nagy, egyedszáma nagy, de gyorsan csökken. A Természetvédelmi Világszövetség Vörös listáján mérsékelten fenyegetett fajként szerepel.